# Anselmo de la Cruz
Anselmo Nicolás de la Cruz y Bahamonde (San Agustín de Talca, 19 de abril de 1764-Santiago, 23 de julio de 1833) fue un chileno participante del proceso de independencia, Militar, Ministro de Hacienda y diputado.

## Primeros años de vida
Era hijo de Juan de la Cruz y Bernardotte y de Silveria Álvarez de Bahamonde y Herrera. Hermano de Vicente de la Cruz y Bahamonde, Juan Manuel de la Cruz y Bahamonde, Nicolás de la Cruz y Bahamonde, también de Faustino, Jacinto, Manuela, Juan Esteban, María Mercedes, Bartolina, Maria Rita, Micaela,d Ignacio y Maria de los Angeles de la Cruz y Bahamondes. Cuñado de Juan Albano Pereira Márquez.
Estudió en el Convictorio Carolino. Fue el único de los de la Cruz y Bahamonde que se identificó con la causa patriota.
Contrajo matrimonio con Isabel Antúnez y Silva con quien tuvo 10 hijos, que fueron: Elías, José Miguel, Gonzalo, Francisco de Paula, Victorino, Isabel, José María Dámaso, Guillermo, Ramón y Anselmo.
Su hijo José María Dámaso, murió en el sitio de Chillán combatiendo por la causa patriota. Al enterarse su padre de la muerte de su hijo en combate, mandó a su otro hijo, José Miguel, a esta batalla.
Familia realista por su antigua amistad de su padre con el intendente de Concepción Ambrosio O'Higgins., participó activamente en el proceso de independencia de Chile, especialmente en la época de las primeras juntas de gobierno, llegando a ejercer diversos cargos en ellas. Durante el gobierno de Bernardo O'Higgins fue en dos ocasiones Ministro de Hacienda (1818 y 1818-1820).

## Vida pública
Fue contador de la Casa de Moneda, Alférez de Milicias de Caballería del Rey en 1779; Capitán de Caballería, en 1804.
Secretario de Consulado en 1804; Regidor por Santiago 1810 - 1812. Asistente al Cabildo abierto del 18 de septiembre de 1810. Procurador general de Santiago 1811; Legión al Mérito de Chile con grado oficial 14 de julio de 1818. Ministro de Hacienda en dos oportunidades 1818 y 1818- 1820 y diputado 1811.